# Manzanillo, Cuba
Manzanillo là một đô thị ở tỉnh Granma của Cuba. Đây là một thành phố cảng ở bên vịnh Guacanayabo, gần đồng bằng châu thổ sông Cauto. Đô thị này được chia thành các barrio Primero, Segundo, Tercero, Cuarto, Quinto y Sexto cũng như các cộng đồng nông thôn Blanquizal, Calicito, Canabacoa, Caño, Ceiba Caridad, Congo, Jibacoa, Palmas Altas, Purial, Remate, Tranquilidad and Zarzal.
Manzanillo được lập năm 1784.

## Kinh tế
Kinh tế chủ yếu là nông nghiệp với các nghề trồng cây cà phê, mía, lúa, cây ăn quả, thuốc lá, chăn nuôi gia súc, ong mật. Các ngành công nghiệp gồm: chế biến gỗ, đóng hộp cá, xì gà.

## Dân số
Năm 2004, đô thị Manzanillo có dân số 130.789 người. Tổng diện tích là 498 km² (192,3 mi²), với mật độ dân số 262,6người/km² (680,1người/sq mi).